# 玉野競輪場
玉野競輪場（たまのけいりんじょう）は岡山県玉野市にある競輪場。施設所有および主催は玉野市。競技実施はJKA西日本地区本部中四国支部。

## 概要
玉野競輪場は1950年に開設された。記念競輪（GIII）として「瀬戸の王子杯争奪戦」が開催され、近年は3月に行われることが多い。2020年度の記念競輪は改修工事の兼ね合いもあり広島競輪場を借り上げて開催された。過去には1993年・1994年・2000年12月にはふるさとダービーが、2005年2月には西王座戦が、2010年2月には東西王座戦が、2022年・2025年7月にはサマーナイトフェスティバルがそれぞれ開催された。
2023年は、同じ中国地区の広島競輪場・防府競輪場がいずれもスタンド建て替え工事で休催したため、それらの主催によるGIII記念競輪を玉野で開催。1年に3つの記念競輪を玉野で開催されたことがあった。このうち、広島については2024年も玉野本場で記念競輪が代替開催された。また、2027年は四国地区の高松競輪場の改修工事の影響で同場の記念競輪を玉野で開催する。
マスコットキャラクターは、顎が目立つユニークな顔つきの競輪選手をイメージした「ガッツ玉ちゃん」。それにちなんで「ガッツ玉ちゃん杯」が開催されているほか、岡山県におとぎ話「桃太郎」の伝説が伝わっていることにちなんで「桃太郎杯」（2018年までは記念競輪の2日目の優秀競走として「ももたろう賞」も行なわれていた）や、現役時代は当地をホームバンクとし日本人で初めて世界選手権ケイリンで金メダルを獲得した本田晴美を称え「本田晴美杯」などが行われている。
トータリゼータシステムは包括委託しているチャリ・ロトを採用している。
ライブ中継は、YouTubeへ移行された。
2016年1月11日からの開催よりミッドナイト競輪が実施されており、通常のナイター競走も同年11月19日からの開催を『シャイニングナイトレース』の愛称で実施している。翌2017年以降も継続している。なお、現在のミッドナイトの中継は玉野現地からではなく東京のチャリロトSSスタジオからの放送となっている。
2020年3月5日から8日にかけて行われた記念競輪では、COVID-19の影響で本場は無観客、かつ場外売場も全て閉鎖された中で行われたため車券発売が電話ないしインターネット投票に限られたことから、4日間の総売上は19億2843万7900円と、前年比35・9%の大幅ダウンとなった。また、4月2日から4日にかけて開催予定であったFII（ナイター）が、公営競技としては初となる新型コロナウイルス感染症の影響により開催中止となった。一方で、同年のゴールデンウイーク期間中は日本選手権競輪を始め全国各地で競輪開催が軒並み中止となり少ない開催に電話ないしインターネット投票が集中したことから、5月5日から7日のFII（ナイター）の売り上げが当初見込みの4倍となる16億4952万0600円に上った。
2025年5月、玉野競輪場のイメージソングとして、粗品（霜降り明星）の作詞・作曲・歌唱による「車輪疾駆の風々」がリリースされた。同曲は、競輪場のプロモーションビデオにも使われている。

### 場内改修
玉野市内には宿泊施設が少なく近年のインバウンド需要に対応しにくい状況となっていたことに加え、玉野競輪場自体も施設の老朽化が進行していたことから、施設改修に併せて、競輪場併設としては全国初となる、選手宿舎を兼ねたホテルを場内に建設することになった。ホテルの包括委託事業者には株式会社チャリ・ロトが内定し、建て替え事業に伴い初期費用の約20億円は玉野市が負担するが、同社も自己資金20億円以上を投じて整備し、玉野市から借り上げた競輪場南側の土地に建設する。設計から建設、完成後の運営までを株式会社チャリ・ロトが担うDBO（デザイン・ビルド・オペレート）方式で、ホテルは8階建て、客室数は100室余りにする計画であり、2020年度から段階的に整備し、同年夏頃からメインスタンドなどを解体、2022年の開業を目指すというものであった。ホテルだけでなく競輪場の運営も同社が受託し、玉野市に対して毎年度3億円以上の収益を保証し、不足した場合は補填する契約となっている。
施設改修中は本場開催を休止し、開設記念は広島競輪場を借り上げて代替開催した。
そして、改修工事が完了した2022年2月27日からのFII（ミッドナイト）で本場開催を再開したが、関係者に新型コロナウイルス感染者が現れたため2日目の28日と最終日の3月1日の開催は中止・打ち切りとした。

## チャリロト
2012年3月17日の開催から重勝式投票にあたるチャリロトを発売しているが、グループ開催への移行により、それまでのキャリーオーバーによる発売は11月18日を最終日として一旦終了することになり、最終日は特例として各賭式でキャリーオーバーがあった場合は一つ外した目でも的中の扱いとしていたが、的中者のいなかったチャリロトの134万7,750円は、玉野市の収入となった。
その後キャリーオーバーの対象外であるチャリロト3の単独販売
を経て、その他の方式は12月13日の開催よりキャリーオーバーを共有する『グループC』としての発売となり、奈良競輪場・高松競輪場・高知競輪場・広島競輪場と共有している。
2016年3月19日から場内に「チャリロトプラザ」が開設され、会員登録により場内での重勝式購入が可能となっている。
「チャリロトバンク玉野」というネーミングライツの契約期間は、2024年4月からの5年間。

## バンク
400mを採用している。やや円形に近いバンクだが、クセの少ない走りやすいバンクである。見なし直線が佐世保競輪場に次いで短いが、風の影響のほうが強いため必ずしも先行有利ということはない。一方でミッドナイト開催時は、風の影響を受けることが少なく先行選手が有利となり、昼間開催時とは逆のコンディションとなる。
高台より瀬戸内海を望める競輪場として「シーサイドバンク」の愛称が付けられ親しまれているが、3コーナー付近に建物が無いため、そこから流れ込んでくる海風の影響を受けやすい。

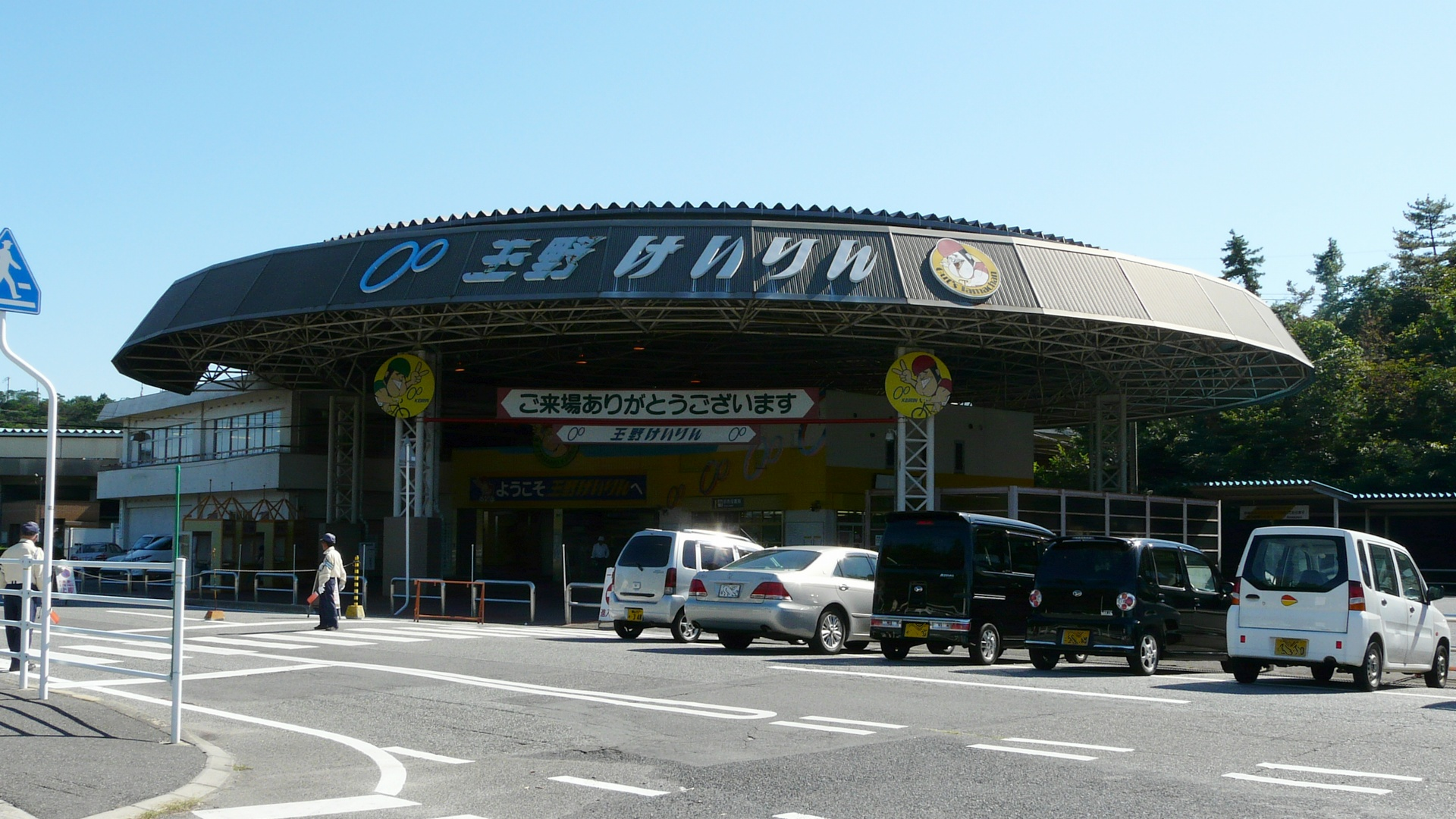
入場門
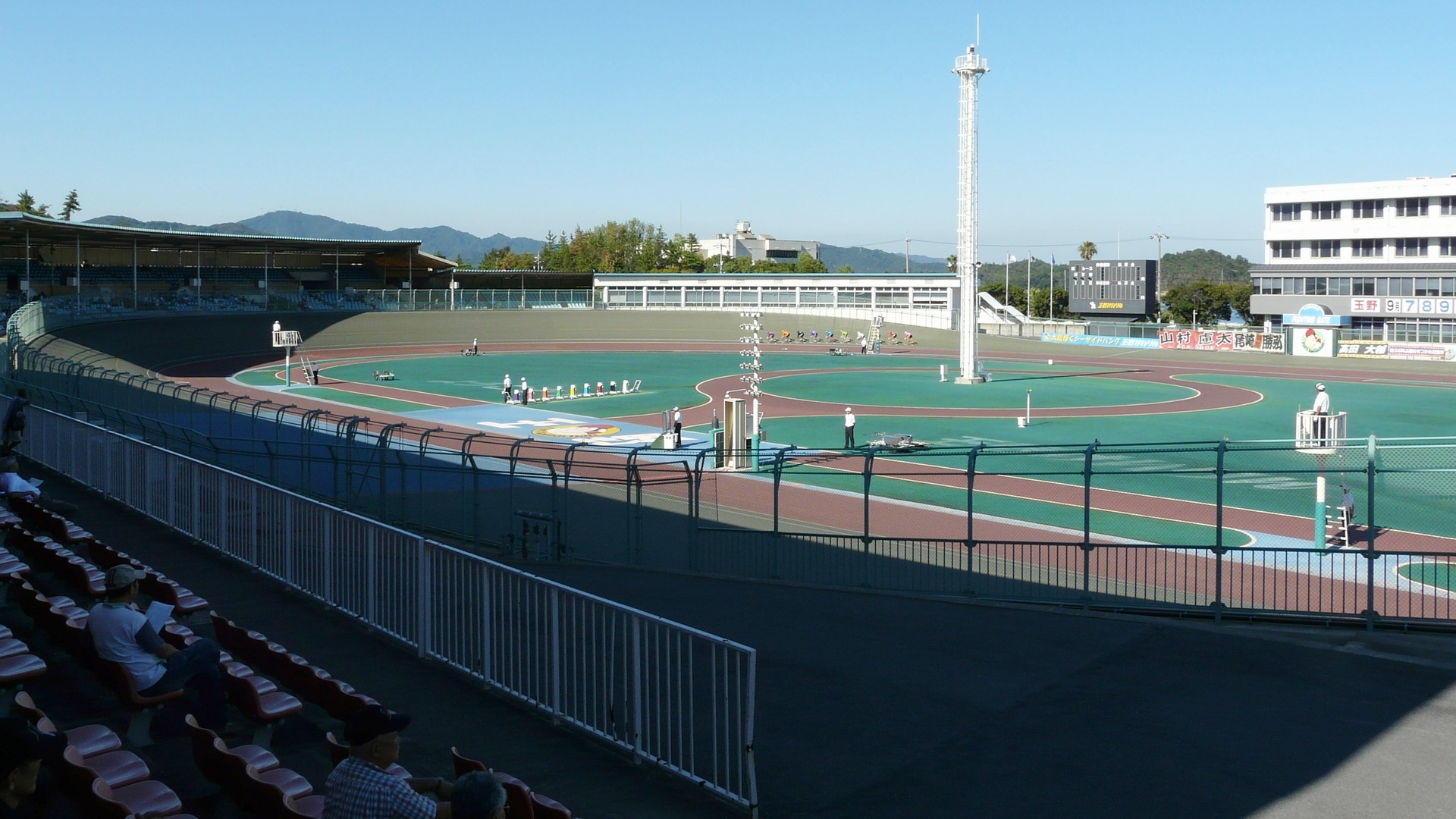
バンク
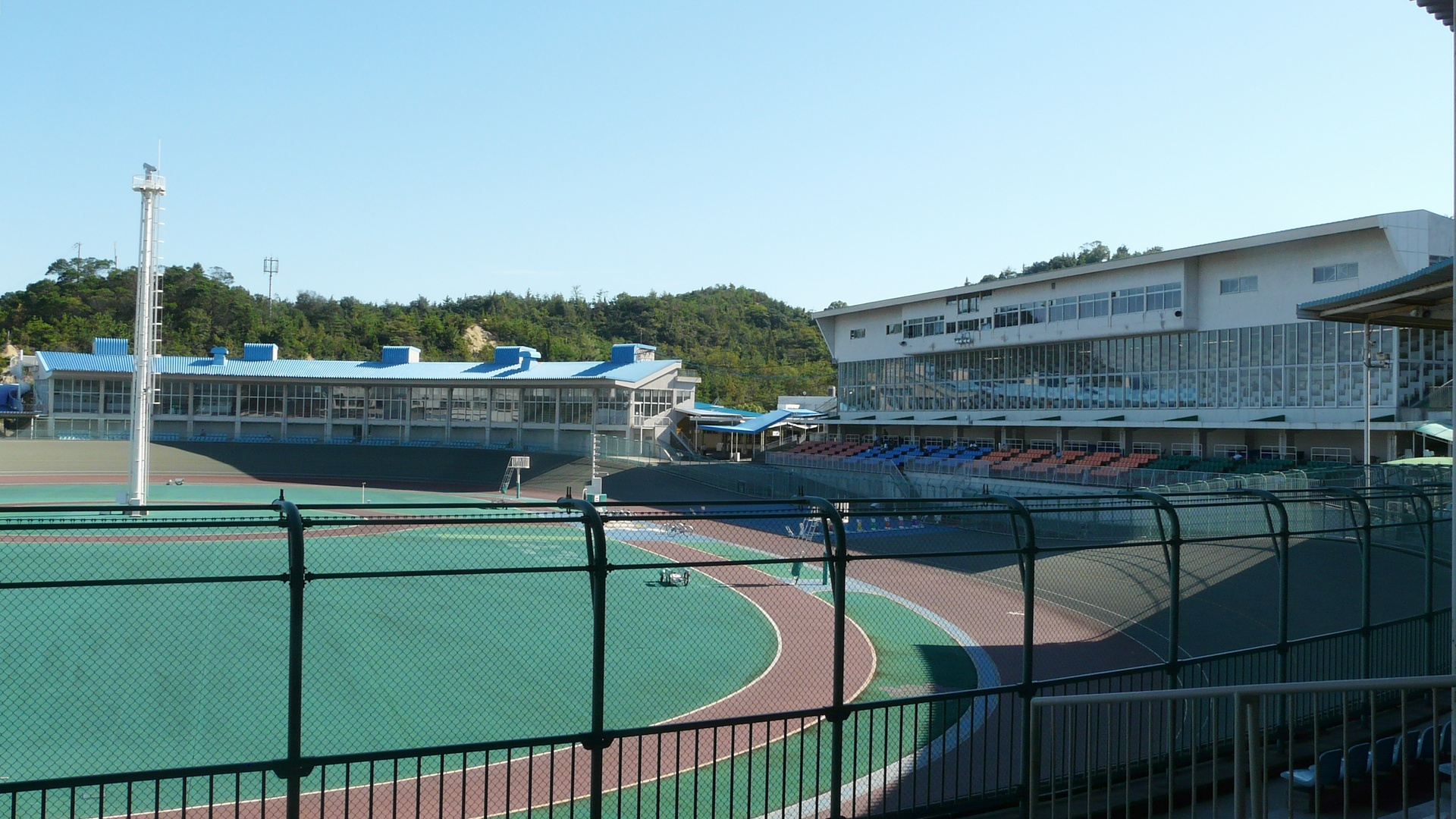
スタンド （左側に写る1センターのスタンドは解体され現在は「KEIRIN HOTEL 10」が建つ）
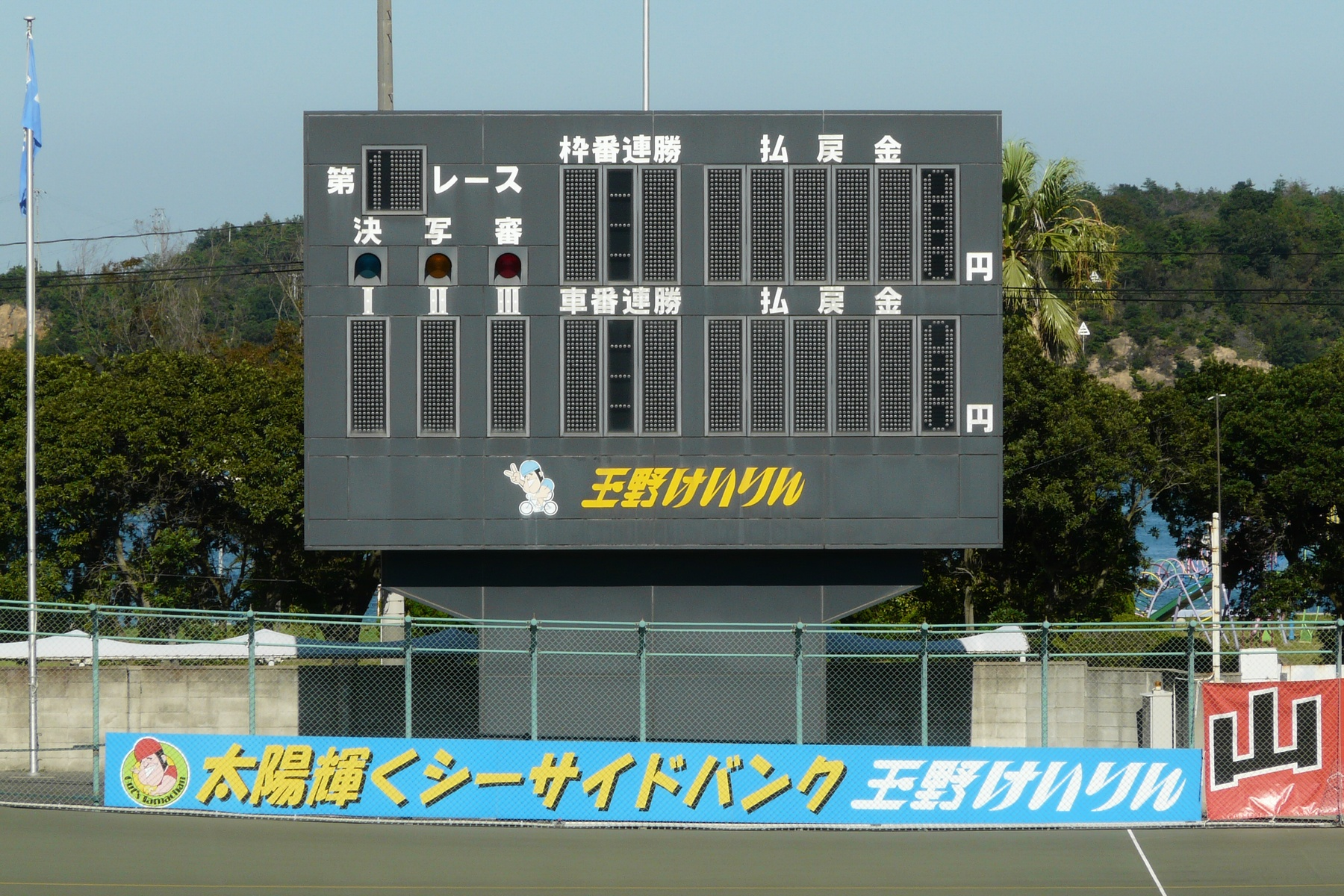
電光掲示板

## KEIRIN HOTEL 10
新たに建設したホテルについては、『KEIRIN HOTEL 10』（けいりんほてる てん）と命名され、開設記念に合わせて2022年3月26日にグランドオープンを迎えた。場所は1コーナーだが、ホテルのエントランスは1センター付近となる。日本初の「スタジアム一体型ホテル」を標榜し、特に5階以上はテラスが付いたバンクビューとしており、レースを間近で観戦できる。テラスへの缶・瓶の持ち込みは許されておらず、宿泊の際にはその遵守が求められる。
また、当ホテルは選手宿舎も兼ねているため、競輪開催期間中（開催初日の前日である「前検日」から開催終了当日まで、通常では4日間）は客室の大半が選手・関係者用となることから宿泊可能な客室数は大きく減少する。特に開催期間中は選手と一般客は完全に動線が分けられ、出入り口やエレベーターなども別々のものを使用するほか、大浴場など一部の施設は選手専用となり一般客は利用できないなど、大きく制限される。
ホテル概要（以下は開業時点）
- 開業⽇／2022年3⽉26日
- 所在地／岡⼭県玉野市築港5丁目18-1
- 面積／ホテル棟約5,700㎡、スタンド棟約2,800㎡
- 階数／ホテル棟地上8階、スタンド棟地上4階
- 部屋数／149室
- 料金／2名1室利用時一人あたり1泊2食付 12,500円〜（消費税別）

## アクセス
- 西日本旅客鉄道（JR西日本）宇野線（宇野みなと線）宇野駅下車。徒歩15分。
- 宇野駅前バス乗り場から無料送迎ジャンボタクシー約5分（ダイヤに基づき運行）。平常時は本場のデイ・ナイト開催時間帯、本場日・場外日に関わらず、宇野駅前発は昼過ぎまでの運行。競輪場発は昼過ぎまでのジャンボタクシー復路の運行の他、デイ開催の終盤に無料バスが、ナイター開催時間の終盤にも無料ジャンボタクシーが運行される。
- 玉野本場での記念競輪または特別競輪開催期間中は、宇野駅・競輪場間の無料ジャンボタクシー・無料バスの運行時間帯が拡大される他、岡山駅[注 3]との間の無料バスが2往復運行される（両備バスが担当。）[注 4]。

## 場外車券売場
- サテライト津山（2001年8月11日開設）岡山県津山市大手町5番地10（旧「大手町デパート」→髙島屋津山店）
- サテライト笠岡（2004年10月16日開設）岡山県笠岡市笠岡2388番地（笠岡シーサイドモール内）
- サテライト山陰（2006年8月19日開設）島根県松江市東出雲町意宇南四丁目3番1号

以前は鳥取県鳥取市南隈408番地に『サテライト鳥取』を設置していたが、2021年3月31日をもって営業終了した。

## 歴代記念競輪優勝者
| 年         | 優勝者            | 登録地      |
| ---------- | ----------------- | ----------- |
| 2002年     | 渡邊隆            | 大分        |
| 2004年     | 小野俊之          | 大分        |
| 2006年     | 石丸寛之          | 岡山        |
| 2007年     | 有坂直樹          | 秋田        |
| 2008年 3月 | 伊藤正樹          | 愛知        |
| 同年11月   | 荒井崇博          | 佐賀        |
| 2009年     | 岩津裕介          | 岡山        |
| 2011年     | 開催中止          | 開催中止    |
| 2012年     | 岩津裕介          | 岡山        |
| 2013年     | 村上義弘          | 京都        |
| 2014年     | 岩津裕介          | 岡山        |
| 2015年     | 武田豊樹          | 茨城        |
| 2016年     | 新田祐大          | 福島        |
| 2017年     | 村上義弘          | 京都        |
| 2018年     | 三谷竜生          | 奈良        |
| 2019年     | 阿竹智史          | 徳島        |
| 2020年     | 郡司浩平 新山響平 | 神奈川 青森 |
| 2021年     | 松浦悠士          | 広島        |
| 2022年     | 脇本雄太          | 福井        |
| 2023年     | 小原太樹          | 神奈川      |
| 2024年     | 松浦悠士          | 広島        |
| 2025年     | 吉田拓矢          | 茨城        |
| 2027年     |                   |             |

※1節4日間制開催となった、2002年4月以降の歴代記念競輪優勝者を列記。